# ساموئل کوبورو
ساموئل کوبورو (اسپانیایی: Samuel Cuburu‎; ۲۰ فوریهٔ ۱۹۲۸ – before 2018) بازیکن فوتبال اهل مکزیک بود.
از باشگاه‌هایی که در آن بازی کرده‌است می‌توان به باشگاه فوتبال پوئبلا اشاره کرد.
وی همچنین در تیم ملی فوتبال مکزیک بازی کرده‌است.